# كسوف الشمس 6 ديسمبر 2086
سيحدث كسوف جزئي للشمس في 6 ديسمبر 2086. يحدث كسوف الشمس عندما يمر القمر بين الأرض والشمس ، وبالتالي يحجب صورة الشمس كليًا أو جزئيًا عن مشاهد على الأرض. يحدث كسوف جزئي للشمس في المناطق القطبية من الأرض عندما يغيب مركز ظل القمر عن الأرض.
سوف يمر ظل القمر (الحلقي) للقمر فوق القطب الشمالي للأرض.

## الكسوفات ذات الصلة

### كسوف الشمس 2083-2087
هذا الكسوف هو جزء من سلسلة كسوف الشمس 2083-2087. يتكرر الكسوف في كل 177 يومًا تقريبًا و 4 ساعات في العقد المتناوبة من مدار القمر.
| مجموعات سلسلة كسوف الشمس من 2083 إلى 2087 | مجموعات سلسلة كسوف الشمس من 2083 إلى 2087 | مجموعات سلسلة كسوف الشمس من 2083 إلى 2087 | مجموعات سلسلة كسوف الشمس من 2083 إلى 2087 | مجموعات سلسلة كسوف الشمس من 2083 إلى 2087 |
| ----------------------------------------- | ----------------------------------------- | ----------------------------------------- | ----------------------------------------- | ----------------------------------------- |
| عقدة تصاعدية                              | عقدة تصاعدية                              |                                           | عقدة تنازلية                              | عقدة تنازلية                              |
| 118                                       | يوليو 15, 2083 جزئي                       | 123                                       | يناير 7, 2084 جزئي                        |                                           |
| 128                                       | يوليو 3, 2084 حلقي                        | 133                                       | ديسمبر 27, 2084 كلي                       |                                           |
| 138                                       | يونيو 22, 2085 حلقي                       | 143                                       | ديسمبر 16, 2085 حلقي                      |                                           |
| 148                                       | يونيو 11, 2086 كلي                        | 153                                       | ديسمبر 6, 2086 جزئي                       |                                           |
| 158                                       | يونيو 1, 2087 جزئي                        |                                           |                                           |                                           |

### سلسلة ميتونيك
تتكرر السلسلة ميتونيك كل 19 عامًا (6939.69 يومًا) ، وتستمر حوالي 5 دورات. يحدث الكسوف في نفس تاريخ التقويم تقريبًا. بالإضافة إلى ذلك ، تتكرر سلسلة أكتون الفرعية 1/5 من ذلك أو كل 3.8 سنوات (1387.94 يومًا). تحدث جميع الكسوفات في هذا الجدول عند العقدة الصاعدة للقمر.  
| 21 حدثًا من أحداث الكسوف ، تتقدم من الجنوب إلى الشمال بين 13 يوليو 2018 و 12 يوليو 2094 | 21 حدثًا من أحداث الكسوف ، تتقدم من الجنوب إلى الشمال بين 13 يوليو 2018 و 12 يوليو 2094 | 21 حدثًا من أحداث الكسوف ، تتقدم من الجنوب إلى الشمال بين 13 يوليو 2018 و 12 يوليو 2094 | 21 حدثًا من أحداث الكسوف ، تتقدم من الجنوب إلى الشمال بين 13 يوليو 2018 و 12 يوليو 2094 | 21 حدثًا من أحداث الكسوف ، تتقدم من الجنوب إلى الشمال بين 13 يوليو 2018 و 12 يوليو 2094 |
| 12-13 يوليو                                                                            | 30 أبريل - 1 مايو                                                                      | من 16 إلى 17 فبراير                                                                    | 5-6 ديسمبر                                                                             | من 22 إلى 23 سبتمبر                                                                    |
| 117                                                                                    | 119                                                                                    | 121                                                                                    | 123                                                                                    | 125                                                                                    |
| -------------------------------------------------------------------------------------- | -------------------------------------------------------------------------------------- | -------------------------------------------------------------------------------------- | -------------------------------------------------------------------------------------- | -------------------------------------------------------------------------------------- |
| </img> </br> 13 يوليو 2018                                                             | </img> </br> 30 أبريل 2022                                                             | </img> </br> 17 فبراير 2026                                                            | </img> </br> 5 ديسمبر 2029                                                             | </img> </br> 23 سبتمبر 2033                                                            |
| 127                                                                                    | 129                                                                                    | 131                                                                                    | 133                                                                                    | 135                                                                                    |
| </img> </br> 13 يوليو 2037                                                             | </img> </br> 30 أبريل 2041                                                             | </img> </br> 16 فبراير 2045                                                            | </img> </br> 5 ديسمبر 2048                                                             | </img> </br> 22 سبتمبر 2052                                                            |
| 137                                                                                    | 139                                                                                    | 141                                                                                    | 143                                                                                    | 145                                                                                    |
| </img> </br> 12 يوليو 2056                                                             | </img> </br> 30 أبريل 2060                                                             | </img> </br> 17 فبراير 2064                                                            | </img> </br> 6 ديسمبر 2067                                                             | </img> </br> 23 سبتمبر 2071                                                            |
| 147                                                                                    | 149                                                                                    | 151                                                                                    | 153                                                                                    | 155                                                                                    |
| </img> </br> 13 يوليو 2075                                                             | </img> </br> 1 مايو 2079                                                               | </img> </br> 16 فبراير 2083                                                            | </img> </br> 6 ديسمبر 2086                                                             | </img> </br> 23 سبتمبر 2090                                                            |
| 157                                                                                    |                                                                                        |                                                                                        |                                                                                        |                                                                                        |
| </img> </br> 12 يوليو 2094                                                             |                                                                                        |                                                                                        |                                                                                        |                                                                                        |

### سلسلة اينكس
هذا الكسوف هو جزء من دورة اينكس طويلة الأمد ، يتكرر عند العقد المتناوبة ، كل 358 شهرًا سينوديًا (≈ 10571.95 يومًا ، أو 29 عامًا ناقص 20 يومًا).
مظهرها وخط طولها غير منتظمين بسبب عدم التزامن مع الشهر غير الطبيعي (فترة الحضيض). ومع ذلك ، فإن مجموعات 3 دورات اينكس (87 سنة ناقص شهرين) تقترب (≈ 1،151.02 شهرًا غير طبيعي) ، لذا فإن الكسوف متشابه في هذه المجموعات.
| أعضاء سلسلة اينكس بين عامي 1901 و 2100: | أعضاء سلسلة اينكس بين عامي 1901 و 2100: | أعضاء سلسلة اينكس بين عامي 1901 و 2100: |
| --------------------------------------- | --------------------------------------- | --------------------------------------- |
| 22 نوفمبر 1919 (ساروس 141)              | 1 نوفمبر 1948 (ساروس 142)               | 12 أكتوبر 1977 (ساروس 143)              |
| 22 سبتمبر 2006 (ساروس 144)              | 2 سبتمبر 2035 (ساروس 145)               | 12 أغسطس 2064 (ساروس 146)               |
| 23 يوليو 2093 (ساروس 147)               |                                         |                                         |

### سلسلة تريتوس
هذا الكسوف هو جزء من دورة تريتوس ، يتكرر عند العقد المتناوبة كل 135 شهرًا متزامنًا (≈ 3986.63 يومًا ، أو 11 عامًا ناقص شهر واحد). مظهرها وخط طولها غير منتظمين بسبب نقص التزامن مع الشهر غير الطبيعي (فترة الحضيض) ، لكن التجمعات المكونة من 3 دورات تريتوس (33 عامًا ناقص 3 أشهر) تقترب (≈ 434.044 شهرًا غير طبيعي) ، لذا فإن الكسوف متشابه في هذه التجمعات.[بحاجة لمصدر]
| أعضاء سلسلة تريتوس بين عامي 1901 و 2100 | أعضاء سلسلة تريتوس بين عامي 1901 و 2100 | أعضاء سلسلة تريتوس بين عامي 1901 و 2100 | أعضاء سلسلة تريتوس بين عامي 1901 و 2100 |
| --------------------------------------- | --------------------------------------- | --------------------------------------- | --------------------------------------- |
| 9 سبتمبر 1904 (ساروس 133)               | 10 أغسطس 1915 (ساروس 134)               | 9 يوليو 1926 (ساروس 135)                |                                         |
| 8 يونيو 1937 (ساروس 136)                | 9 مايو 1948 (ساروس 137)                 | 8 أبريل 1959 (ساروس 138)                |                                         |
| 7 مارس 1970 (ساروس 139)                 | 4 فبراير 1981 (ساروس 140)               | 4 يناير 1992 (ساروس 141)                |                                         |
| 4 ديسمبر 2002 (ساروس 142)               | 3 نوفمبر 2013 (ساروس 143)               | 2 أكتوبر 2024 (ساروس 144)               |                                         |
| 2 سبتمبر 2035 (ساروس 145)               | 2 أغسطس 2046 (ساروس 146)                | 1 يوليو 2057 (ساروس 147)                |                                         |
| 31 مايو 2068 (ساروس 148)                | 1 مايو 2079 (ساروس 149)                 | 31 مارس 2090 (ساروس 150)                |                                         |

## روابط خارجية
- رسومات ناسا
- خريطة تفاعلية للكسوف من وكالة ناسا
- www.solar-eclipse.de - متوسط التغطية السحابية والمدن على طول مسار الكسوف
- رسومات ناسا